# Luton Shelton
Luton Shelton  (Kingston, 1985. november 11. – 2021. január 22.) válogatott jamaicai labdarúgó, csatár.

## Pályafutása
Karrierjét a jamaicai Harbour View csapatában kezdte 2004-ben. 2006. augusztusában a svéd Helsingborgshoz szerződött. 2007-től a Sheffield United játékosa.
2004 és 2013 között 75 alkalommal szerepelt a jamaicai válogatottban és 35 gólt szerzett.